# Nāser ad-Din Schāh

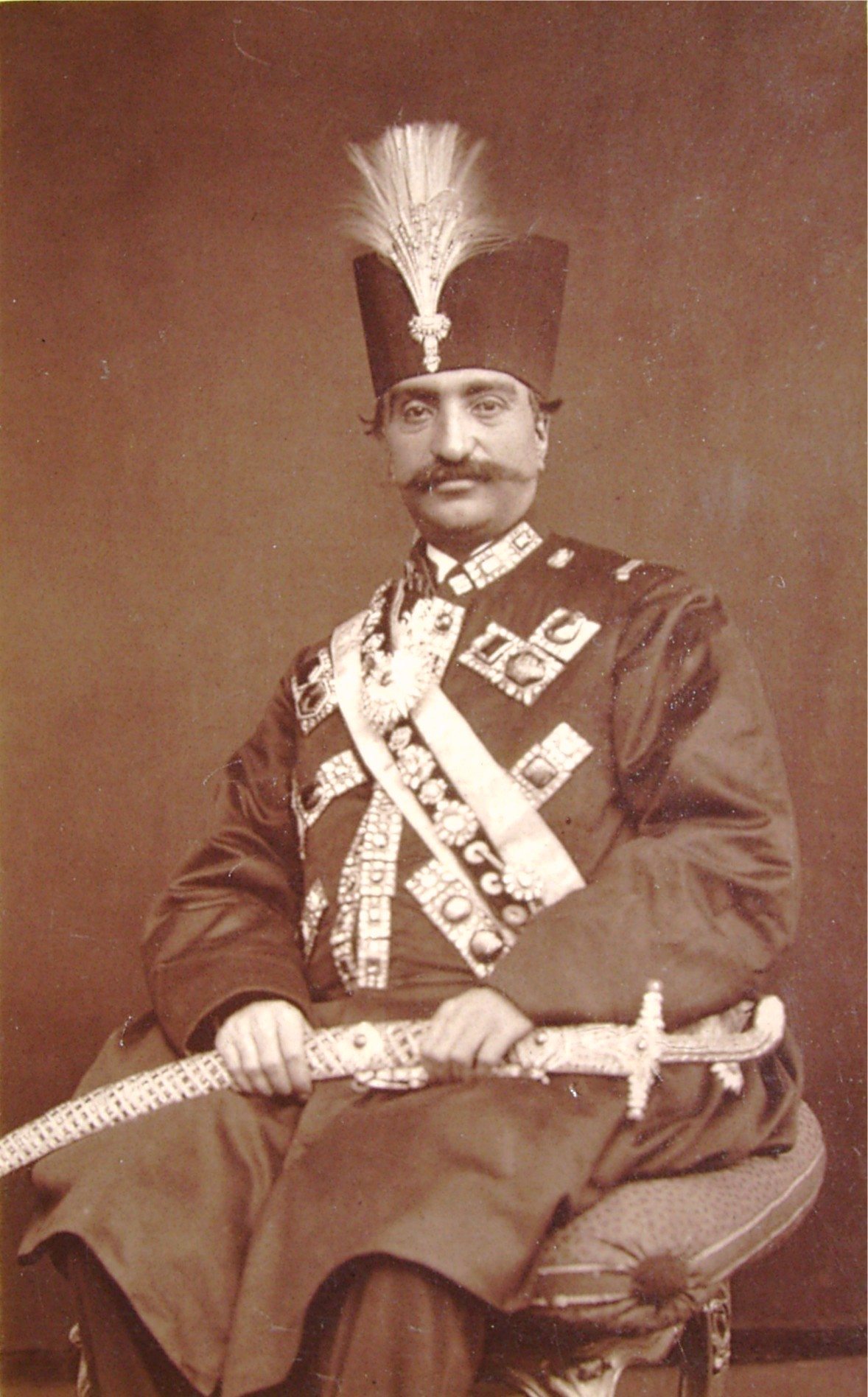
Nāser ad-Din Schah, Aufnahme von Nadar (vermutlich im Juli 1873)

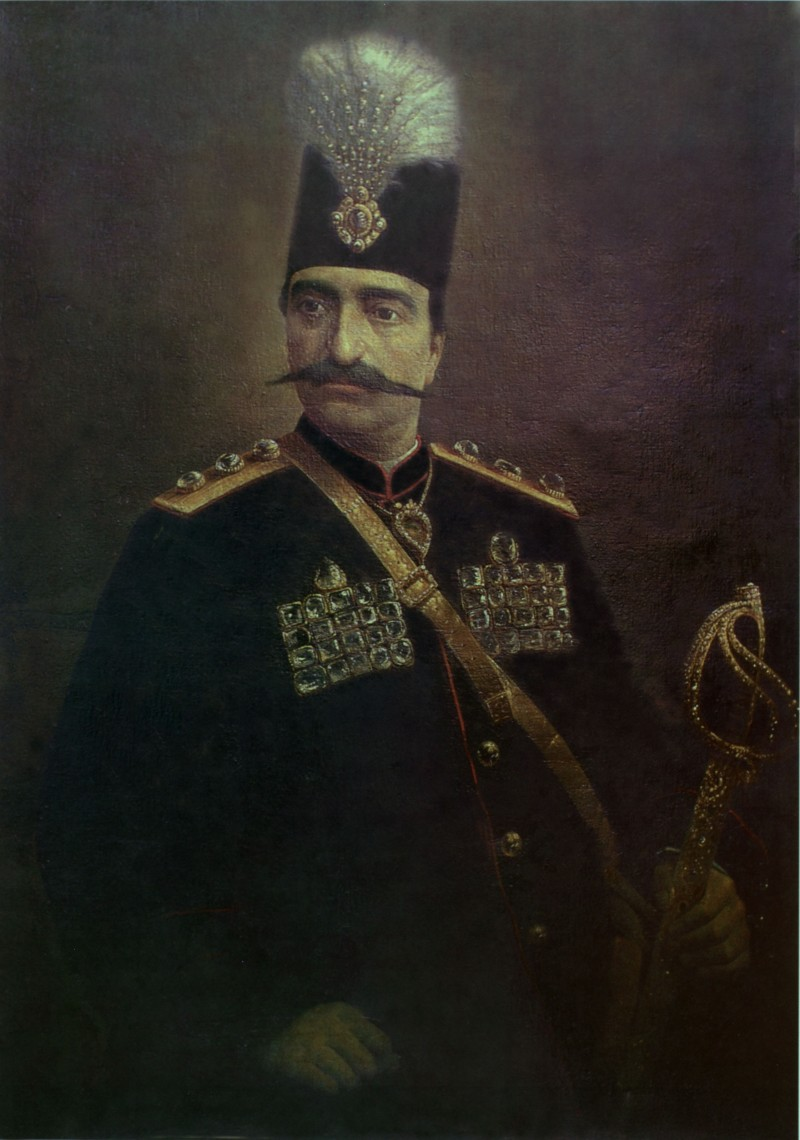
Nāser ad-Din Schah auf einem Gemälde von Kamal-ol-Molk

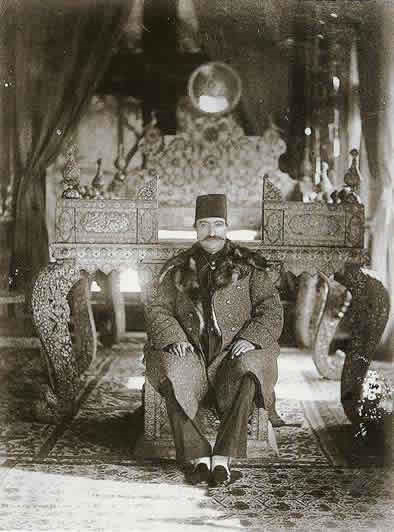
Nāser ad-Din Schah in späteren Jahren, Porträt von Antoin Sevruguin

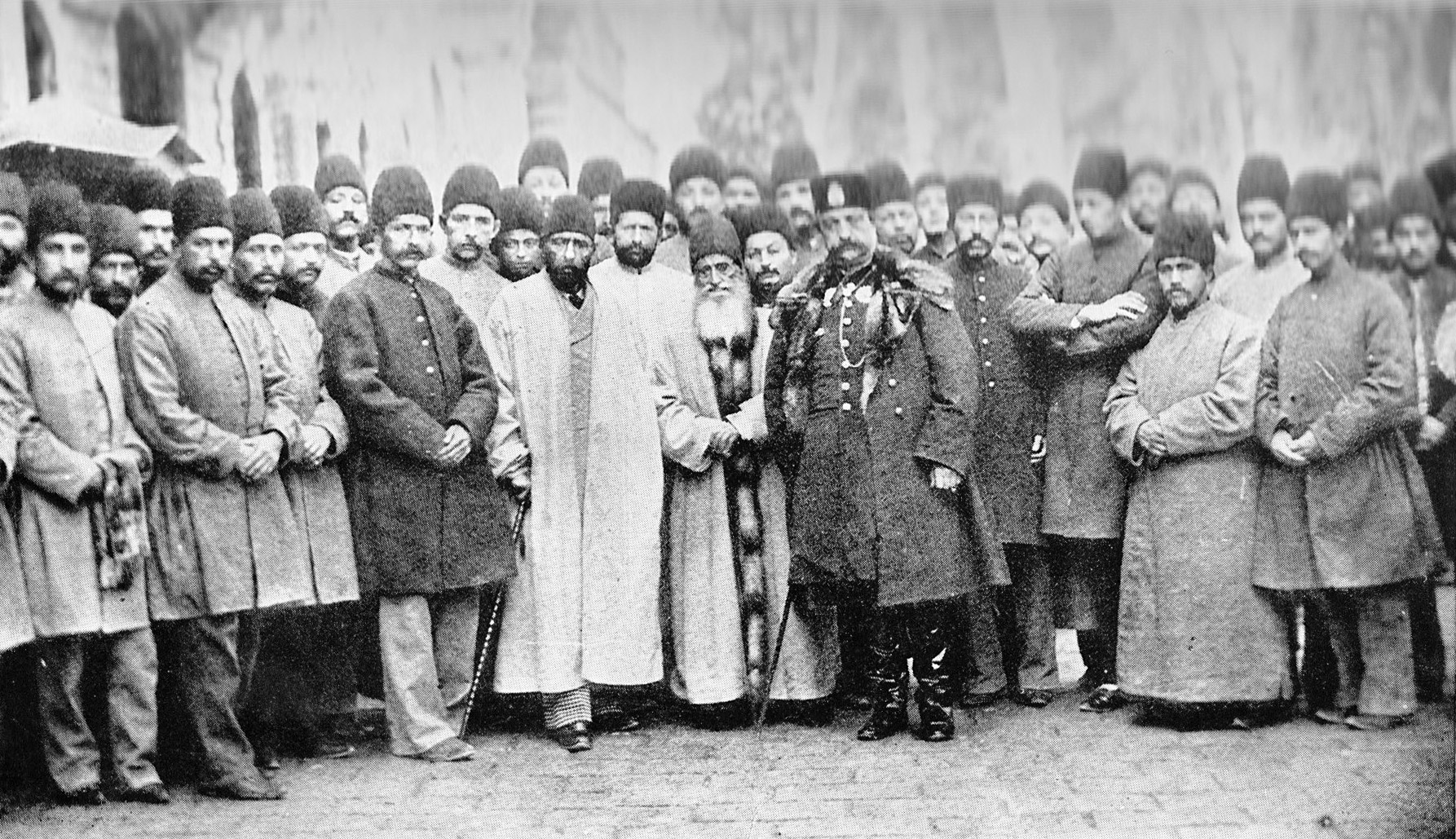
Nāser ad-Din Schah im Kreise seiner Minister

Nāser ad-Din Schāh (persisch ناصرالدین شاه [nɑserɛddiːn ʃɑh]; auch Nasreddin Schah und Nasr-ed-Din; * 16. Juli 1831 in Täbris; † 1. Mai 1896 in Teheran) war von 1848 bis 1896 Schah von Persien. Nāser ad-Din Schah, ältester Sohn von Mohammed Schah, entstammte der Dynastie der Kadscharen. Durch seine lange, absolutistische Regierungszeit und sein Interesse an europäischen Ideen hat er die Entwicklung Persiens in der zweiten Hälfte des 19. Jahrhunderts entscheidend geprägt. Naser ad-Din Schah war mit 25 Frauen verheiratet, die ihm 14 Söhne und eine nicht überlieferte Zahl von Töchtern gebaren.

## Regierung und Politik

### Premierminister

#### Amir Kabir
Sein erster Premierminister, Mirza Taqi Khan Farahani, genannt Amir Kabir, gilt als einer der fähigsten iranischen Politiker des 19. Jahrhunderts. Seine Reisen nach Russland und in die Türkei machten ihm klar, dass es an der Zeit war, die unter Abbas Mirza in Aserbaidschan begonnenen und unter Mohammed Schah mit dem Mord an Premierminister Qaem abrupt beendeten Reformen wieder in Angriff zu nehmen. Um Persien aus seiner Rückständigkeit herauszuführen, begann er ein Industrialisierungsprogramm. Er ließ unter anderem Bergwerke zum systematischen Rohstoffabbau anlegen und kleine Fabriken in Isfahan, Teheran und Sari gründen. Nach Amir Kabirs Vorstellungen sollte sich Persien aus eigener Kraft zu einer modernen Industrienation europäischen Musters entwickeln. Er reformierte das Bildungswesen und ließ 1851 nach dem Vorbild europäischer Hochschulen die erste technische Universität (Dar-ol Fonun) in Teheran errichten.
1852 ließ Nāser ad-Din Schah Amir Kabir ermorden.

#### Mirza Hosein Khan Moschir-al Dowleh
25 Jahre nach der Ermordung Amir Kabirs versuchte ein weiterer Premierminister, Mirza Hosein Khan Moschir al Dowleh, Nāser ad-Din Schah zu Reformen zu bewegen. Er überredete ihn, nach Europa zu reisen, um sich ein Bild von den Fortschritten der gesellschaftlichen Entwicklungen Europas zu machen. Nāser ed-Din Schah reiste dreimal nach Europa und besuchte die meisten Hauptstädte des Kontinents. Aus seinen Tagebüchern geht hervor, dass er Europa und vor allem die europäischen Staatsformen nicht besonders schätzte. Die erste im Jahr 1873 durchgeführte Reise führte ihn von Russland über Deutschland, England, Frankreich, die Schweiz und Italien nach Österreich zu der Wiener Weltausstellung. Persien war dort mit einem eigenen Ausstellungsgebäude vertreten, dem Persischen Haus. Johann Strauss (Sohn) hatte zu dem Besuch eine persische Nationalhymne komponiert, um den Gast nach europäischem Standard protokollarisch korrekt empfangen zu können. In dieser Zeit residierte Nāser ad-Din Schāh mit seinem Hof im Schloss Laxenburg.

### Konzessionen
Nāser ad-Din vergab Konzessionen an ausländische Personen und Firmen. Der Konzessionsnehmer musste ihm eine Vorauszahlung und eine jährliche Abgabe leisten. Hinzu kam die Überlassung einer prozentualen Beteiligung an neu gegründeten Unternehmen. Die Konzession war in der Regel mit einem Monopol verbunden. Auf der Grundlage von Konzessionen erhielt Persien in der Regierungszeit von Nāser ed-Din Schah ein Postsystem, die erste Eisenbahn zwischen Teheran und Rey sowie eine britische Bank, die Imperial Bank of Persia, die als einzige Bank dazu berechtigt war, persische Geldscheine zu drucken, und somit sowohl als Geschäftsbank wie auch als persische Nationalbank fungierte. Bekannt wurde die 1872 an Paul Julius Reuter erteilte Konzession für den Eisenbahnbau, mit der eine Fülle von Folgerechten (Enteignungen, Boden- und Schürfrechte) verbunden war, sowie die an den britischen Major Gerald F. Talbot 1890 erteilte Tabakkonzession. Das in London mit einem Kapitalwert von £ 650.000 registrierte Unternehmen, das die Tabakmonopol-Konzession verwalten sollte, sollte einen jährlichen Gewinn von £ 500.000 erzielen, wovon 25 % an die persische Regierung, sprich an Nāser ad-Din Schah und seinen Hofstaat, ausgeschüttet werden sollte. Das Tabakmonopol stieß auf den Widerstand der Iraner und löste einen Aufstand (Tabakbewegung) aus, denn es raubte vielen einheimischen Tabakhändlern die Existenz und erhöhte zudem die Tabakpreise. Der Schah musste die Konzession zurücknehmen und die Konzessionsinhaber mit Hilfe eines Auslandsdarlehens von £ 500.000 entschädigen. Das von Großbritannien finanzierte Darlehen wurde mit einem Zinssatz von 6 % verzinst und belastete die persische Staatskasse mit £ 30.000 Zinsen pro Jahr. Mit diesem Darlehen waren die ersten iranischen Staatsschulden entstanden.

### Außenpolitik
Außenpolitisch war Nāser ad-Din Schah wenig erfolgreich. 1863 verlor er Herat an das Emirat von Afghanistan.

### Religionspolitik
Ab 1848 ließ Nāser ad-Din Schah die neu entstandene religiöse Bewegung der Babisten und Bahai systematisch verfolgen. Die Verfolgungen wurde intensiviert, nachdem 1852 zwei Babi aus Rache für die öffentliche Füsilierung des Bab Sayyid Ali Muhammad einen erfolglosen Anschlag auf Nāser ad-Din Schah verübt hatten.
Der islamische Theoretiker und politische Aktivist Dschamal ad-Din al-Afghāni wandte sich gegen die absolutistische Herrschaftsweise Nāser ad-Din Schahs und kritisierte ihn öffentlich. Er wurde verhaftet, gefoltert und ins Exil nach Anatolien geschickt.
Dem französischen Abgeordneten Adolphe Crémieux gab Nāser ad-Din Schah anlässlich des Staatsbesuchs in Frankreich das Versprechen, sich für den Schutz der persischen Juden einsetzen zu wollen. Crémieux hatte nach alarmierenden Berichten über die rechtlose Situation der dortigen Juden mit Mitgliedern einer Delegation der jüdischen Selbsthilfeorganisation Alliance Israélite Universelle im Juli 1873 bei ihm vorsprechen dürfen. Der Monarch antwortete: „Die Juden werden genauso gut behandelt wie alle meine anderen Untertanen. Alles, was man Ihnen gesagt hat, ist falsch.“ Auf die Bitte Crémieuxs, in Persien Schulen für jüdische Kinder einrichten zu dürfen, antwortete ihm Nāser ad-Din Schah: „Ich werde Ihre Schulen schützen, Herr Crémieux, verständigen Sie sich mit dem Großwesir, ich gebe meine Zustimmung.“ Der Historiker Georges Bensoussan urteilt jedoch, dass er in entfernten Provinzen oft nur geringe Kontrolle über den Klerus hatte.

### Militär

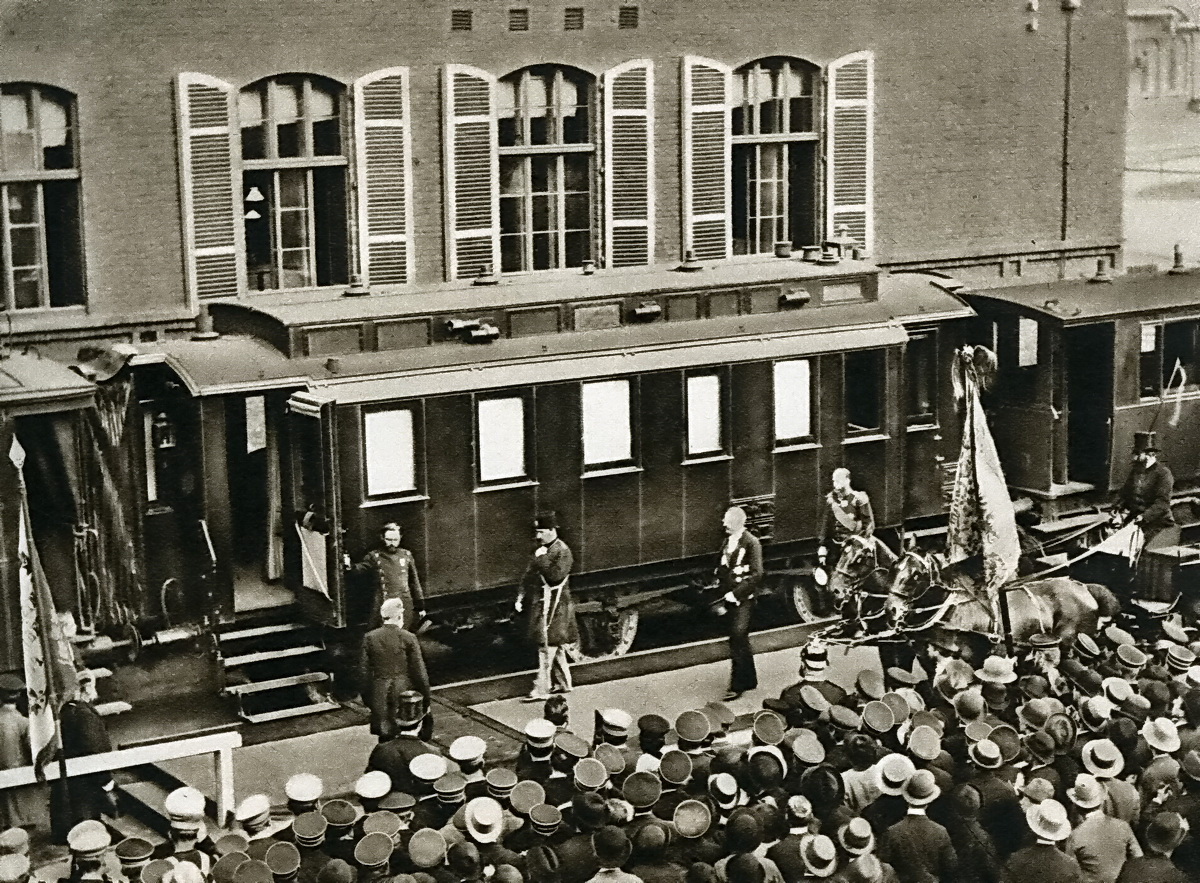
Nāser ad-Din Schah besteigt seinen Sonderzug nach einem Besuch der Krupp-Werke in Essen auf seiner dritten Europareise 1889

Zu Beginn der Regierungszeit Nāser ad-Din Schahs hatte Persien kein organisiertes Militärwesen, geschweige denn eine Armee. Nāser ad-Din Schah versuchte, vor allem mit der Hilfe Österreichs, seine Armee zu reformieren. 1878 wurde die Entsendung einer österreichischen Militärmission nach Persien vereinbart, die das „Österreichische Korps“, eine persische Eliteeinheit, aufbauen sollte. Auf seiner zweiten Europareise, die ihn auch nach Russland führte, nahm Nāser ad-Din Schah eine Parade russischer Kosaken ab. Er war so beeindruckt, dass er den Zaren ersuchte, eine vergleichbare Truppe in Iran aufbauen zu helfen. 1879 wurde ein Militärabkommen zwischen Persien und Russland geschlossen, das den Aufbau einer persischen Kosakenbrigade aus iranischen Mannschaften und russischen Offizieren zum Ziel hatte. Der Aufbau der persischen Kosaken erfolgte parallel zum Aufbau des Österreichischen Korps. Mit der von Nāser ad-Din Schah eingeleiteten Militärreform durch österreichische und russische Offiziere waren die Finanzen Persiens hoffnungslos überfordert. Die Österreicher gaben nach drei Jahren ihre Bemühungen weitgehend auf. Das zaristische Russland verfolgte mit der Kosakenbrigade sowohl wirtschaftliche als auch politische Interessen und finanzierte den Sold der persischen Kosakenbrigade zeitweise aus eigenen Mitteln. Die persischen Kosaken wurden später auf Divisionsstärke aufgestockt und blieben bis 1920 unter dem Kommando eines russischen Offiziers. Erst Reza Chan integrierte 1922 die Division in die von ihm neu geschaffene iranische Armee und beendete die Befehlsgewalt der russischen Offiziere.
Die Kosakenbrigade half Nāser ad-Din Schah, seine autokratische Herrschaft trotz zunehmender Kritik aufrechtzuerhalten.

## Ikonographie
In dieser Zeit wurde auch die iranische Nationalflagge modifiziert. Bis dahin galten der Löwe und die aufgehende Sonne als Symbol Persiens. Nāser ad-Din Schah ließ das Krummschwert hinzufügen, um die Wehrhaftigkeit Irans gegen innere und äußere Feinde zu verdeutlichen.

## Ermordung

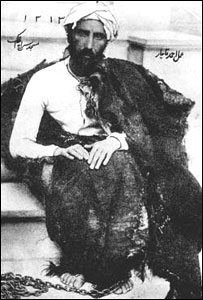
Mirza Reza Kermani (1896)

Am 1. Mai 1896 besuchte Nāser ad-Din Schah das Abd-al-Azim-Heiligtum in der Nähe Teherans. Nach dem Verlassen der Moschee schoss ein Umstehender, Mirza Reza Kermani, auf den Schah und verwundete ihn schwer. Der Premierminister Ali Asghar Khan Atabak trug den Leblosen in seine vor der Moschee wartende Kutsche und fuhr nach Teheran zurück. Der Schah saß aufrecht in seiner Kutsche und Atabak winkte mit dem Arm des Sterbenden der Menge zu, um den Mordanschlag zu vertuschen. Am Abend desselben Tages starb Nāser ad-Din Schah.
Kermani wurde sofort verhaftet, verhört und gehängt. Die Verhörprotokolle weisen Kermani, der ein Anhänger Dschamal ad-Din al-Afghānis war, allerdings nicht, wie oft behauptet wird, als religiösen Fanatiker aus. Bei den Verhören sagte Kermani, dass er der festen Überzeugung sei, dass sich die gesellschaftliche und wirtschaftliche Situation in Iran nur ändern ließe, wenn die absolutistische Herrschaft der Kadscharen beendet würde. Er machte den Schah persönlich für den negativen Einfluss britischer Spekulanten und die Bestechlichkeit und Korruption der Iraner und für die desolate wirtschaftliche Lage Persiens verantwortlich.

## Nachfolger
Mit dem Tod Nāser ad-Din Schahs ging die Ära der absolutistischen Herrschaft in Persien zu Ende. Unter seinem Nachfolger Mozaffar ad-Din Schah erhielt Persien 1906 als Folge einer konstitutionellen Revolution seine erste Verfassung.

## Zitat
Sven Hedin hatte Nāser ad-Din Schah im Frühjahr 1890 in Teheran besucht und beschrieb ihn folgendermaßen:

„An der Stirnseite des Saales, zwischen dem einzigen bis zum Erdboden reichenden Fenster und dem Pfauenthron, stand Schah Nasreddin. Der eigenartige Thron, der einem großen Stuhl mit Rückenlehne und verlängertem Sitz und Stufen gleicht, war mit dicken Goldplatten belegt und mit Edelsteinen besetzt. Er gehörte einst dem Großmogul in Delhi; vor bald zweihundert Jahren hatte ihn Nadir Schah auf seinem indischen Feldzug erobert. - Nasreddin Schah war schwarz gekleidet und trug auf der Brust achtundvierzig riesige Diamanten und auf jedem Schulterstück drei große Smaragde. An der schwarzen Mütze hatte er eine Diamantenagraffe und an der Seite einen krummen Säbel, dessen Scheide mit Juwelen übersät war. Er betrachtete uns unverwandt; seine Haltung war königlich, er stand da wie ein echt asiatischer Despot, seiner Erhabenheit und Macht bewusst.“

Hedin irrte hier, der originale Pfauenthron war zu diesem Zeitpunkt schon lange verschollen. Seine Beschreibung legt nahe, dass er den sogenannten „Nader-Thron“ gesehen hatte.

## Galerie

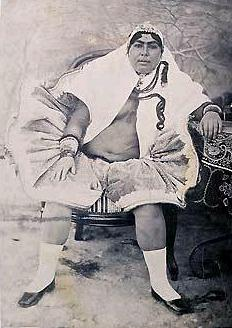
Asiodolla, Lieblingsfrau Nāser ad-Dins
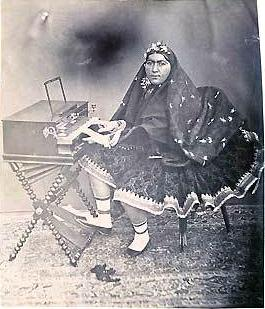
Eine der 80 Frauen aus dem Harem von Nāser ad-Din

## Schriften
- Naser-od-Din: The Diary of H. M. the Shah of Persia, During His Tour Through Europe in A.D. 1873. Translated from the Persian by J. W. Redhouse, new introduction by Carole Hillenbrand. Nachdruck der Auflage London 1874. Mazda, Costa Mesa, Calif. 1995, ISBN 1-56859-013-X (Englische Übersetzung des von Nāser ad-Dīn Schāh nach seiner ersten Europareise veröffentlichten Tagebuches).
- Urdu-i Humayun, Zeitschrift